# Codicille
 (mars 2015).
Si vous disposez d'ouvrages ou d'articles de référence ou si vous connaissez des sites web de qualité traitant du thème abordé ici, merci de compléter l'article en donnant les références utiles à sa vérifiabilité et en les liant à la section « Notes et références ».

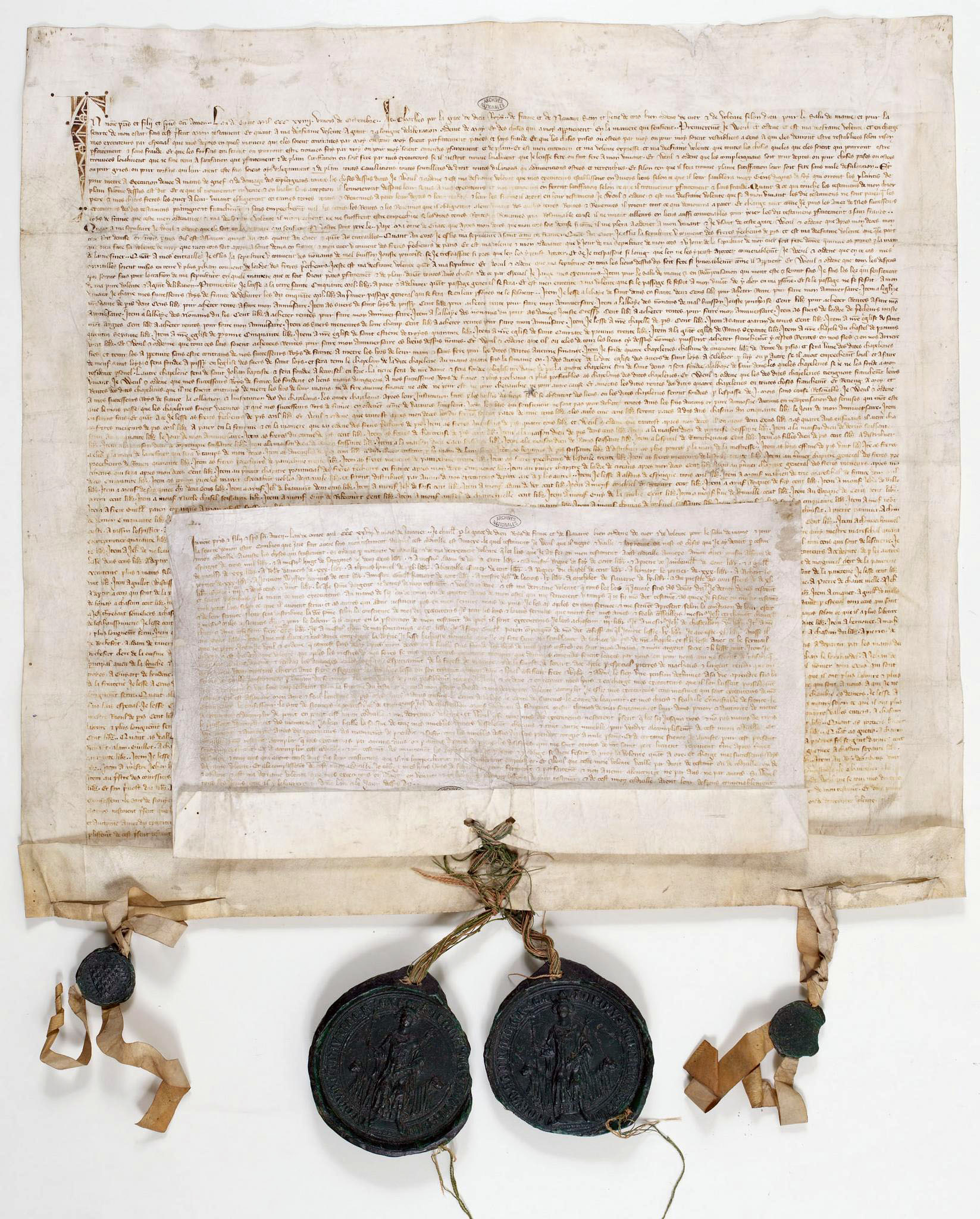
Testament de Charles IV le Bel et ses codicilles, Archives Nationales - AE-II-333-A-B

Un codicille est un document qui amende plutôt qu'il ne remplace un testament précédemment écrit. Les amendements faits par codicille ne peuvent qu'ajouter ou révoquer des dispositions testamentaires de portée limitée. Chaque codicille doit satisfaire à des obligations légales identiques à celle du testament original.
Selon l'ampleur des modifications qu'apporte le document, le codicille pourra être interprété comme un nouveau testament. Toutefois, il est présumé être un codicille. Un testateur prudent éviterait ce problème en qualifiant clairement le second document de codicille. La seule autre solution pour réformer un testament est de l'annuler pour en créer un nouveau.

## Définitions

### Littré
(ko-di-sil-l') s. m.
Terme de droit. Disposition de dernière volonté qui a pour objet de faire une addition ou un changement à un testament.

### Jean Domat, Les loix Civiles dans leur Ordre Naturel (1695)
Le codicille est un acte qui contient des dispositions à cause de mort sans institution d'héritier.

## Culture populaire
Georges Brassens utilise le mot dans sa chanson Supplique pour être enterré à la plage de Sète :
La Camarde qui ne m'a jamais pardonné
D´avoir semé des fleurs dans les trous de son nez
Me poursuit d'un zèle imbécile
Alors cerné de près par les enterrements
J´ai cru bon de remettre à jour mon testament
De me payer un codicille